# بوخ‌هورست
بوخهورشت (به آلمانی: Buchhorst) یک شهر در آلمان است که در هرتسوگتوم لاونبورگ واقع شده‌است. بوخهورشت ۱۵۳ نفر جمعیت دارد.